# Life's A Beach! (musikalbum)
Life's A Beach! är en 12" av göteborgsbandet Studios som utkom 2007 på deras eget skivbolag Information. Skivan har katalognummer: INF003.
Maxisingeln innehåller två remixer av låten "Life's A Beach!". Norrmännen Todd Terje och Prins Thomas står bakom remixerna.
Skivan har samma omslag som West Coast fast färgerna är inverterade, samt att det har vissa typografiska ändringar.

## Låtar
- A1: Prins Thomas Mix
- B1: Todd Terje Beach House Mix